# Aposiopesi
L'aposiopesi (dal greco ἀποσιώπησις aposiōpēsis, derivato da aposiōpáō, «io taccio»), chiamata anche reticenza (dal latino reticere, «tacere») o sospensione, è una figura di pensiero. Consiste in un'interruzione improvvisa del discorso, per dare l'impressione di non poter o non voler proseguire, ma lasciando intuire al lettore o all'ascoltatore la conclusione, che viene taciuta deliberatamente per creare una particolare impressione.

## Storia
Si perfezionò a partire dalla commedia nuova e quindi da Menandro. La commedia arcaica di Aristofane aveva abituato lo spettatore al turpiloquio più spinto, tendenza contro cui si schierarono già Platone e Aristotele: Menandro preferì sottintendere queste espressioni, lasciando immaginare al pubblico gli scatti d'ira.
La reticenza occupa una posizione di grande rilievo nell'opera di Cesare, nonché nell'Eneide di Virgilio.

Nella Retorica a Gaio Erennio, opera del I sec. a.C., Cicerone, a cui per tradizione si attribuisce lo scritto, nonostante l'autore sia in realtà ignoto, spiegò l’aposiopesi e la chiama praecisio (IV, 41) con un esempio che pone in rilievo la grande conoscenza retorico-pragmatica dello scrittore: 
«La reticenza (o aposiopesi) è quando, dette alcune cose, il resto del pensiero che si è cominciato a esprimere si lascia incompiuto, così: "Non mi è data pari contesa con te, perché il popolo romano me… non voglio dirlo, perché non paia forse a qualcuno troppo arrogante; te invece ha spesso stimato degno di infamia".»
Ma fu poi soltanto Quintiliano, nel suo celebre manuale di retorica Institutio oratoria, a collegare la figura dell'aposiopesi al moto dell'animo adfectus, dall'ira o dalla sollecitudine e dello scrupolo (quasi religionis), ampliando l'impiego della figura anche nel passaggio da un argomento all'altro, spesso anche in modo brusco.

## Caratteristiche
Rispetto all'ellissi, l'aposiopesi ha una maggiore connotazione emotiva. Non bisogna confondere l'ellissi con l'aposiopesi. L'ellissi consiste nel lasciare sottintesa una parte della frase, mentre l'aposiopesi consiste nel lasciare un enunciato in sospeso lasciandone intendere il seguito. Se nell'ellissi la frase ha senso compiuto da sé, nell'aposiopesi essa necessita di un completamento, che è affidato all'immaginario del lettore.
Un esempio dall'Eneide di Virgilio, 1, 135 (parla Enea):
«Io vi… ma conviene sedare i flutti in movimento...»
Nella Divina Commedia di Dante Alighieri vi è un esempio di figura di reticenza nel celebre discorso pronunciato da Francesca da Rimini, Inferno V, 136-138:
«la bocca mi basciò tutto tremante.

Galeotto fu ’l libro e chi lo scrisse:

quel giorno più non vi leggemmo avante".»

Oppure, sempre dalla Commedia di Dante, un'aposiopesi emerge nel famoso ritratto del conte Ugolino, Inferno XXXIII, 75:
«Poscia, più che 'l dolor, poté 'l digiuno.»
Dal romanzo epistolare dello scrittore tedesco Johann Wolfgang von Goethe I dolori del giovane Werther (qui il protagonista Werther esprime l'immensa tristezza che prova nel vedere la donna che ama amare un altro, Alberto, appunto):
«Vedi, e quello che mi fa male è che Alberto non è così beato com’egli… sperava…come io… crederei d’essere… se… Non mi piacciono i puntini sospensivi, ma qui non mi posso esprimere altrimenti…e mi par chiaro abbastanza.»
Anche nei passi seguenti, tratti dal capolavoro di Alessandro Manzoni I promessi sposi, emerge la reticenza, una delle figure retoriche predilette dall'autore:
«Avendo veduta Gertrude qualche volta passare o girandolar lì, per ozio, allettato anzi che atterrito dai pericoli e dall’empietà dell’impresa, un giorno osò rivolgerle il discorso. E la sventurata rispose…»
(Capitolo X)
«E questo padre Cristoforo, so da certi ragguagli che è un uomo che non ha tutta quella prudenza, tutti quei riguardi…»
(Capitolo XIX)